# Мартен Монестьє
Мартен Монестьє (фр. Martin Monestier; 25 квітня 1942 — 23 червня 2021) — французький письменник, журналіст, автор численних досліджень у галузі соціальної антропології.

## Творчий доробок
Одна з написаних автором книг «Peines de mort: Histore et des techniques executions capitales des origines a nos jours [Архівовано 25 грудня 2017 у Wayback Machine.]» вийшла в 1994 р. у видавництві «Cherche-midi». В ній Мартен Монестьє знайомить читачів з основними способами смертної кари, відомими з історії та застосовуваними в наші дні.
В 2013 році у видавництві Cherche-midi під назвою «Malfaisances et incongruités de l espèce humaine [Архівовано 25 грудня 2017 у Wayback Machine.]» вийшла ще одна книга. В ній розповідається про таємниці, приховані, забуті сторінки ганебних діянь незліченних відомих людей: обман, підлість, зрада, агресивну поведінку або жахливі злочини, які є доказом того, що людина підсвідомо розташована до руйнування. 